# Іссик-Кульська котловина
Іссик-Кульська улоговина, гірська улоговина на  Тянь-Шані, в Киргизстані. Обрамлена з півночі хребтом  Кунгей-Алатау (заввишки до 4771 м), на півдні — хребтом Терскей-Алатау (заввишки до 5216 м), дно зайняте озером  Іссик-Куль, рівень якого має відмітку 1609 м (мінімальна абсолютна висота сухого дна улоговини), а глибина до 702 м. 
Улоговина протягується майже широтно. Довжина 240 км, ширина до 90 км. Улоговина є синклінальним прогинанням, ускладненим розломами. Велика сейсмічність. На дні і по берегах Іссик-Куля є стародавні озерні тераси (висота 35—40 м) і підняття, утворені новітніми тектонічними рухами.  До озера з гір течуть численні річки (понад 50). У західній частині посушливий клімат (менше 200 мм річних опадів), пустельні і напівпустельні ландшафти; у східній — опадів до 500 мм (у горах до 800 мм), панують степи, по схилах гір — ліси з тянь-шаньської ялинки, вище — субальпійські і альпійські гірські луки, вище 3500 м — льодовики і сніжники. На сході — родовище  кам'яного вугілля (Джергалан), на південному сході — гарячі мінеральні джерела і курорти  Джеті-Огуз, Аксуу тощо. На берегах озера Іссик-Куль курорти (Чолпон-Ата,  Тамга тощо).